# フォーク (スネオヘアーのアルバム)
『フォーク』は、スネオヘアーの3枚目のアルバム。2004年12月15日にリリースした。

## 収録曲
1. ストライク
  - 作詞・作曲：渡辺健二
2. テノヒラ
  - 作詞・作曲：渡辺健二
3. LIST
  - 作詞・作曲：渡辺健二
4. 会話
  - 作詞・作曲：渡辺健二
5. 夢の続きのようなもの
  - 作詞・作曲：渡辺健二
6. 自我像
  - 作詞・作曲：渡辺健二
7. フォーク
  - 作詞・作曲：渡辺健二
8. ヒコウ
  - 作詞・作曲：渡辺健二
9. The end of dispair
  - 作詞・作曲：渡辺健二
10. くだらない言葉 はしゃぎすぎた場所
  - 作詞・作曲：渡辺健二
11. エコー 
  - 作詞・作曲：渡辺健二